# Контура Супериоре (Месина)
Контура Супериоре је насеље у Италији у округу Месина, региону Сицилија.
Према процени из 2011. у насељу је живело 69 становника. Насеље се налази на надморској висини од 82 м.